# Sistema archivistico nazionale
Il Sistema archivistico nazionale (SAN) è il punto di accesso unificato alle risorse archivistiche nazionali rese disponibili sul web da sistemi informativi, banche dati e strumenti di ricerca digitali a livello nazionale, regionale e locale dallo Stato, dalle Regioni e da altri soggetti pubblici e privati.
Promosso dalla Direzione generale per gli archivi, il SAN è frutto dell'Accordo per la promozione e attuazione del Sistema Archivistico Nazionale, stipulato nel marzo del 2010 tra il Ministro per i beni e le attività culturali, il Presidente della Conferenza delle Regioni e delle Province autonome, il Presidente dell'Unione delle Province d'Italia e il Presidente dell'Associazione Nazionale Comuni Italiani.
Il SAN rende disponibili descrizioni di archivi e riproduzioni di documenti digitali conservati in istituzioni statali e non statali, pubbliche o private, in precedenza consultabili separatamente.

## Storia
Inaugurato nel 2011, il SAN costituisce il punto di arrivo di un processo maturato nel corso di alcuni decenni, che hanno visto progettare e realizzare in Italia, per iniziativa di vari soggetti pubblici e privati, molteplici sistemi di descrizione archivistica a livello locale, regionale e nazionale dedicati a promuovere, attraverso il web, la diffusione della conoscenza del patrimonio archivistico e a renderne più facile la consultazione.
In particolare, mentre alcuni archivi di Stato (tra i principali, quello di Bologna, Firenze, Milano, Napol, Roma, Torino, Venezia) hanno sviluppato un proprio sistema d'Istituto, la Direzione generale per gli Archivi ha realizzato due sistemi per la descrizione del patrimonio conservato negli archivi di Stato - il Sistema Guida Generale degli Archivi di Stato, e il Sistema informativo degli Archivi di Stato (SIAS) – e uno - il Sistema informativo unificato delle soprintendenze archivistiche (SIUSA) – dedicato al censimento degli archivi pubblici e di quelli privati dichiarati d'interesse storico particolarmente importante, sui quali si esercita la tutela delle Soprintendenze archivistiche regionali (oggi Soprintendenze archivistiche e bibliografiche).
Dalla necessità di raccordare questi diversi sistemi e di fornire al pubblico un unico punto di accesso alla descrizioni archivistiche è scaturita la progettazione e la realizzazione del Sistema Archivistico Nazionale (SAN) che si propone come primo orientamento per la ricerca archivistica sul web, rispettando, al contempo l'autonomia e le specificità di ciascuno dei sistemi che vi confluiscono e che risultano valorizzati dalla maggiore visibilità ottenuta.
La manutenzione, la gestione e lo sviluppo del SAN sono stati affidati con decreto del direttore generale per gli Archivi del 9 dicembre 2011 all'Istituto centrale per gli archivi, al quale è stata successivamente attribuita anche la cura dei Portali tematici afferenti al SAN e il coordinamento e la cura dei sistemi descrittivi archivistici di impianto nazionale, il Sistema Guida Generale degli Archivi di Stato, il SIAS e il SIUSA (determina del direttore generale per gli Archivi del 5 dicembre 2014).

## Caratteristiche
Le descrizioni di archivi e le riproduzioni di documenti digitali sono rese disponibili dal SAN attraverso due principali strumenti:
- Il Catalogo delle risorse archivistiche (CAT) che delinea una mappa generale del patrimonio archivistico nazionale in grado di fornire un primo orientamento ai ricercatori e di indirizzarli verso risorse informative più dettagliate presenti nei sistemi aderenti. Esso contiene schede importate da questi sistemi relative a soggetti conservatori, soggetti produttori, fondi o complessi archivistici, strumenti di ricerca.
- L'archivio dei documenti digitali che dà accesso a risorse digitali di diversa natura e tipologia (immagini, audio, video). I documenti digitali sono descritti e ricercabili grazie ai metadati descrittivi e gestionali di cui sono corredati, codificati in un apposito formato basato sul Metadata Encoding and Transmission Standard (METS). Questo set di metadati è applicato sia agli oggetti che sono residenti in un sistema esterno, al quale il SAN si limita a rinviare, che a quelli che vengono immagazzinati in SAN.

Il Portale mette a disposizione anche altri contenuti relativi agli archivi italiani, quali scritti di archivistica, saggi sulla storia degli archivi, sussidi alla ricerca, atti di convegni, materiali per la didattica, cataloghi di mostre e schede bibliografiche.
Il SAN consente l'interoperabilità, cioè lo scambio di dati, con altri portali o archivi, attraverso standard condivisi, e l'importazione di dati archivistici provenienti dai sistemi che aderiscono al SAN; in particolare, è interoperabile con CulturaItalia, il Portale della Cultura Italiana del MIBACT, e coopera con il portale europeo degli Archivi APEx.
Le descrizioni archivistiche presenti nel CAT possono essere interrogate e scaricate anche nel formato Linked Open Data.

## SIUSA (Sistema Informativo Unificato per le Soprintendenza Archivistiche)
Il Sistema Informativo Unificato delle Soprintendenze Archivistiche (SIUSA), sviluppato dalla Direzione generale per gli Archivi in collaborazione con la Scuola Normale Superiore di Pisa, descrive il patrimonio archivistico pubblico e privato di tutto il territorio nazionale, conservato al di fuori degli archivi di Stato italiani e sul quale si esercita l'attività di tutela dello Stato.
Il SIUSA prende origine dall'esperienza dal progetto “Anagrafe informatizzata degli archivi italiani”, avviato negli anni novanta nel quadro del Piano organico di inventariazione, catalogazione ed elaborazione della carta del rischio dei beni culturali, finanziato dalla legge del 19 aprile 1990, n. 84 e rifinanziato con la legge n. 145/92, che intendeva promuovere un censimento condotto con criteri uniformi dei beni culturali pubblici e privati, anche nella prospettiva, allora imminente, della loro libera circolazione in Europa.
Il progetto “Anagrafe” prevedeva che le informazioni relative ai soggetti pubblici e privati detentori di archivi e al patrimonio archivistico da essi conservato, raccolte a livello periferico con il medesimo applicativo dalle Soprintendenze archivistiche, confluissero a livello centrale in un'unica banca dati. Lo sviluppo della tecnologia e l'architettura della banca dati, congegnata più come bacino di raccolta dei dati, che non come sistema finalizzato alla ricerca e alla fruizione delle informazioni anche da parte di un pubblico esterno, resero, nel giro di pochi anni, scarsamente utilizzabile il sistema informatico predisposto, mentre, nel frattempo, l'elaborazione degli standard internazionali di descrizione archivistica e lo sviluppo di Internet trasformavano profondamente strumenti, modalità e finalità degli strumenti di ricerca degli archivi.
L'esigenza di sviluppare un sistema informatico del tutto nuovo, basato sul modello descrittivo propugnato dagli standard archivistici internazionali, che fosse tuttavia in grado di recuperare, aggiornare ed arricchire il patrimonio di dati raccolti con il progetto “Anagrafe” ha portato alla definizione delle caratteristiche e dei requisiti funzionali del nuovo sistema,  che è stato sviluppato dal Centro di Ricerche Informatiche per i Beni Culturali (CRIBeCu) della Scuola Normale Superiore di Pisa, è stato reso operativo nel 2004 e pubblicato online l'anno successivo.
Il sistema è basato su un'architettura che prevede descrizioni separate, ma tra loro correlate, dei complessi archivistici, dei loro soggetti produttori (le istituzioni, gli enti, le persone o famiglie che nel corso della loro attività hanno prodotto, accumulato, conservato e usato la documentazione archivistica descritta) e dei soggetti conservatori (enti pubblici e privati, persone o famiglie che conservano gli archivi), sulla base degli standard internazionali di descrizione archivistica ISAD(G), ISAAR (CPF) e ISDIAH. Accanto alle descrizioni di queste entità il sistema include descrizioni di strumenti di ricerca (ad es. inventari o repertori d'archivio), tipologie documentarie, contesti storico-istituzionali, profili istituzionali generali (contenenti notizie comuni ai soggetti produttori riconducibili a una singola tipologia, quali ad es. Comuni, enti comunali di assistenza, istituzioni scolastiche, partiti politici, organizzazioni sindacali ecc.), ambiti territoriali.
Oltre che alla ricerca, semplice e avanzata, e alla navigazione nella banca dati nel suo insieme, SIUSA presenta percorsi selettivi, sia tematici, che propongono all'utente un approccio guidato a descrizioni relative ad uno specifico argomento, che regionali, che permettono all'utente di approdare direttamente al patrimonio documentario di una singola regione.
SIUSA è inoltre dotato di un modulo in grado di pubblicare sul web inventari realizzati con alcuni fra i più diffusi software di inventariazione. Alla loro consultazione si accede dalla sezione inventari on line, che consente di accedere a singoli strumenti di ricerca esterni o interni al sistema.

## SIAS (Sistema Informativo degli Archivi di Stato)
Il Sistema Informativo degli Archivi di Stato (SIAS)  è un sistema informatico per la tutela e la valorizzazione del patrimonio documentario conservato negli Archivi di Stato italiani.
Il SIAS nasce nel 2003, sviluppato e coordinato dall'Istituto centrale per gli archivi, per rispondere all'esigenza di fornire uno strumento di descrizione archivistica informatizzata a quegli Archivi di Stato che non erano dotati di propri sistemi informativi.
L'architettura logica del SIAS, pensata a partire dagli standard internazionali di descrizione archivistica, si compone di vari moduli che possono essere redatti in modo flessibile, a seconda delle esigenze e delle strategie descrittive dei singoli Archivi di Stato, così da permettere ad ogni Istituto di dotarsi di un sistema informativo indipendente, completo di un software per l'immissione e la modifica dei dati e di un'interfaccia di consultazione dei dati locali tramite browser Web.
A causa dell'incombente obsolescenza di alcuni componenti software del sistema, nel 2015 ne è stata avviata la reingegnerizzazione, procedendo poi alla migrazione dei dati relativi a soggetti conservatori, soggetti produttori e complessi archivistici nella banca dati del SIUSA, nonché al trasferimento in un nuovo ambiente anche delle descrizioni inventariali delle unità archivistiche e delle riproduzioni digitali dei documenti.
In accordo con la Scuola Normale Superiore di Pisa si è provveduto a definire un modello innovativo di interfaccia di consultazione nella banca dati SIAS che, oltre alla possibilità di navigare ed effettuare ricerche sull'intera banca dati SIAS, garantisca per ciascun archivio di Stato una interfaccia personalizzata di navigazione e ricerca, che potrà essere integrata nel sito web di istituto.
Inoltre, il nuovo ambiente renderà possibile la ricomposizione delle schede unità di SIAS afferenti alle serie di un singolo fondo all'interno di uno strumento di ricerca di carattere inventariale relativo a quel fondo, che dovrà integrarsi con la descrizione del fondo presente in SIAS, per mezzo della relativa scheda strumento di ricerca.

## Portali tematici
Il sistema archivistico nazionale (SAN) è affiancato da sette portali tematici che consentono l'accesso alle descrizioni di archivi che costituiscono fonti privilegiate per la ricerca e la conoscenza su determinati argomenti o fenomeni storici.
Le descrizioni archivistiche selezionate dai portali su base tematica provengono dal SAN oppure da altri sistemi di rilevanza nazionale quali il SIUSA oppure il SIAS. La consultazione delle schede descrittive di archivi, soggetti produttori e soggetti conservatori è affiancata da altri materiali che illustrano la specifica tematica quali biografie di personaggi, percorsi storici, gallerie di immagini, materiali didattici e altra documentazione di carattere divulgativo.
In alcuni casi i portali danno accesso diretto alla consultazione delle riproduzioni digitali di interi fondi o serie relativi a determinate tipologie di documentazione e conservati in vari Archivi di Stato.

### Antenati. Gli archivi per la ricerca anagrafica
Il Portale Antenati mette a disposizione degli utenti le riproduzioni digitali dei registri delle nascite, morti e matrimoni dello stato civile napoleonico, della Restaurazione e dello Stato unitario conservati negli Archivi di Stato italiani, talvolta affiancate da quelle di altre fonti genealogiche e anagrafiche. La digitalizzazione degli stati civili e la loro pubblicazione nel Portale Antenati è resa possibile dall'accordo siglato nel 2010 fra la Direzione generale degli Archivi e FamilySearch, braccio operativo della Genealogical Society of Utah (Società genealogica dello Utah) fondata nel 1894 dalla Chiesa di Gesù Cristo dei santi degli ultimi giorni. FamilySearch provvede, in collaborazione con i singoli Archivi di Stato, a realizzare la riproduzione digitale dei registri di stato civile e a corredarli dei metadati identificativi indispensabili alla loro consultazione. Attraverso una rete di volontari sparsi in tutto il mondo coordinati da FamilySearch e a gruppi spontanei costituiti presso gli Istituti archivistici, vengono indicizzate le singole registrazioni per rendere possibile l'accesso alle riproduzioni digitali basato sulla ricerca per nome.

### Archivi degli architetti
Il Portale Archivi degli architetti si propone di fornire un accesso unificato alle descrizioni degli archivi di architetti e ingegneri che costituiscono una fonte primaria per la storia dell'architettura, del paesaggio, delle città e delle infrastrutture in Italia, in quanto raccoglie e sistematizza i molti progetti di censimento e di valorizzazione che la Direzione generale archivi e altri soggetti pubblici e privati hanno portato avanti negli ultimi anni.

### Archivi della moda del Novecento
Il Portale degli archivi della moda del Novecento intende rendere fruibili a un vasto pubblico, anche di non specialisti, il ricco patrimonio documentario, bibliografico, iconografico, audiovisivo e materiale relativo alla moda italiana, conservato negli archivi e nelle collezioni delle maggiori case di moda nazionali, così come di artigiani, censiti nell'ambito del progetto Archivi della moda del '900 promosso dalla Direzione generale per gli Archivi e dall'Associazione nazionale archivistica italiana.

### Archivi della musica
Il Portale Archivi della musica offre un accesso integrato alle fonti archivistiche relative alla storia della musica e delle istituzioni musicali del Novecento inserite nel loro contesto storico, ne approfondisce aspetti specifici e sottolinea il ruolo dei protagonisti, di cui ricostruisce i tratti biografici e artistici anche attraverso un ampio corredo iconografico e sonoro. Il Portale presenta schede descrittive di complessi archivistici, dei loro soggetti conservatori e soggetti produttori, derivanti in gran parte dal censimento avviato e curato, nel corso di vari anni, dalle Soprintendenze archivistiche e i cui risultati vengono pubblicati nel SIUSA; rende inoltre disponibili inventari analitici dei fondi, quando disponibili. Attraverso pagine di raccordo, dà anche accesso ad analoghe iniziative realizzate con il concorso della Direzione generale degli Archivi quali il Portale Verdionline e la Rete degli Archivi sonori di tradizione popolare.

### Archivi d'impresa
Il Portale degli archivi d'impresa nasce con l'intento di promuovere la salvaguardia e la conoscenza del cospicuo patrimonio documentario e iconografico conservato negli archivi storici delle imprese pubbliche e private in Italia e di valorizzare la cultura d'impresa, mettendo anche a disposizione materiali divulgativi sulla storia e i protagonisti dello sviluppo economico italiano.

### Carte da legare
Il Portale Carte da legare presenta i risultati del progetto della Direzione generale Archivi ideato e realizzato, a partire dal 1999, in collaborazione con le Soprintendenze archivistiche e bibliografiche territoriali e con altre istituzioni che si occupano di psichiatria e storia della psichiatria, per proporre una visione organica di tutela del patrimonio archivistico degli ex ospedali psichiatrici dopo la loro definitiva chiusura, per evitare eventi di distruzione e dispersione e per valorizzarne il contenuto culturale sotto il profilo medico-psichiatrico, sociale ed umano.

### Rete degli archivi "Per non dimenticare"
Il portale Rete degli archivi per non dimenticare si origina dal  Centro documentazione Archivio Flamigni per mettere in comunicazione le istituzioni pubbliche e private che lavorano per conservare e rendere accessibili le fonti documentarie sui temi del  terrorismo, e stragismo, violenza politica e criminalità organizzata nell'Italia dei decenni successivi alla seconda guerra mondiale. Questa si è consolidata ed ampliata per l'iniziativa della Direzione generale degli archivi di creare un portale del SAN inaugurato il 9 maggio 2011 dal Presidente della Repubblica Giorgio Napolitano .

### Territori - il portale italiano dei catasti e della cartografia storica
Il Portale Territori costituisce il punto di accesso comune alle riproduzioni digitali dei fondi cartografici di alcuni Archivi di Stato: è possibile raggiungere e consultare separatamente le banche dati cartografiche degli Archivi di Stato di Benevento, Genova, La Spezia, Milano, Trieste, Venezia e Verona, nonché visualizzare le relative riproduzioni. Per alcune di queste banche dati (Milano, Trieste, Genova e Venezia) è disponibile anche una interrogazione integrata degli indici dei toponimi, persone e tipo di carta, oltre che una ricerca sperimentale su base geografica, relativa alle località alle quali sono associati i documenti descritti nelle banche dati.

### Verdi on line
Il Portale Verdi on line è stato realizzato dalla Direzione generale per gli archivi in occasione del bicentenario della nascita del grande compositore Giuseppe Verdi per promuovere la conoscenza delle fonti archivistiche e bibliografiche verdiane conservate presso istituzioni pubbliche e private e presso le fondazioni lirico-sinfoniche, favorendo la loro identificazione e, dove possibile, la loro consultazione, attraverso un accesso unitario.